# Byrsia dotata
Byrsia dotata är en fjärilsart som beskrevs av Walker 1864. Byrsia dotata ingår i släktet Byrsia och familjen björnspinnare. Inga underarter finns listade i Catalogue of Life.